# 4e régiment du matériel
Le 4e régiment du matériel (4e RMAT) est un régiment de soutien de l'armée de terre française créé en 1985. Il fait partie des six régiments qui appartiennent à la brigade de maintenance.
Le régiment est implanté sur six emprises militaires de l'arc méditerranéen. Sa portion centrale est située dans le quartier de Saint-Césaire à Nîmes. Il dispose de détachements au Camp des Garrigues, à Miramas, Carpiagne, Draguignan ou encore au Camp de Canjuers.

## Présentation
"Les informations de cette page proviennent du livre des 30 ans du régiment et de la brochure de présentation." 
Le 4e régiment du matériel est créé à Fontainebleau le 1er juillet 1985. Depuis juillet 1999, il est implanté à Nîmes.
Régiment spécialisé dans le soutien et la logistique, il est le digne héritier de différentes formations aujourd'hui dissoutes : les 301e et 302e groupements de réparation du matériel de corps d'armée, la 121e compagnie du matériel du territoire et le 2e groupement de réparation de division blindée. Lors de son implantation à Nîmes, le régiment s'est enrichi des traditions des établissements du matériel de la ville, de Miramas et du 6e bataillon du matériel de la division légère blindée.
Le 1er juillet 2017,  la 5e base de soutien du Matériel (5e BSMAT) de Draguignan est dissoute et intégré au 4e RMAT. Le régiment compte plus de 1100 personnes, dont 1/3 de civils de la défense et compte également dans ses rangs moins de 200 réservistes.
La mission du régiment consiste à assurer la maintenance des véhicules et des matériels des régiments du sud-est de la France, à apporter un soutien logistique à d'autres régiments envoyés en opération ou encore à remettre en état des véhicules du parc de gestion national de l'Armée de terre.
Depuis son existence, le personnel militaire du 4e RMAT a été projeté sur différents théâtres d'opérations extérieures (centre-Europe, Moyen-Orient, Afrique) mais aussi sur divers territoires français (Départements et Territoires d'outre-mer). Il a, entre autres, armé et commandé les bataillons logistiques de l'opération TRIDENT au Kosovo en 2002, de l'opération LICORNE en Côte d'Ivoire en 2006, le bataillon logistique de l'opération PAMIR en Afghanistan en 2009 ou encore le bataillon logistique "SALAMANDRE" dans le cadre de l'opération SERVAL au Mali en 2014.
Le 4e RMAT a, d'octobre 2017 à février 2018, pris le commandement du groupement tactique logistique "VIA DOMITIA" déployé au Mali dans le cadre de l'opération BARKHANE.
Le régiment participe également, depuis 2015, à l'opération SENTINELLE.

## Chefs de corps
- 1985-1987 : colonel COUILLOUD
- 1987-1989 : colonel GAUTIER
- 1989-1991 : lieutenant-colonel PEGUILHE
- 1991-1993 : lieutenant-colonel SCHULLER
- 1993-1995 : colonel MILLOT
- 1995-1997 : colonel BRISSIAUD
- 1997-1999 : colonel LEFEBVRE
- 1999-2001 : colonel PESQUET
- 2001-2003 : colonel BIENFAIT
- 2003-2004 : colonel TAVERDET
- 2004-2006 : colonel DE COURCY
- 2006-2008 : colonel OLIVIER
- 2008-2010 : colonel JANVIER
- 2010-2012 : colonel JAYLET
- 2012-2014 : colonel VIALADE
- 2014-2016 : colonel L’HENAFF
- 2016-2018 : colonel LEGER
- 2018-2020 : colonel BRETON
- 2020-2022 : colonel KHING
- 2022-2024 : colonel CHÉREAU

## Composition

### Nîmes Saint-Césaire
- 1 Compagnie de commandement et de logistique (CCL)
- 1 Compagnie Réserve (Cie Réserve)

- 5e Compagnie de maintenance electronique/armement (5CMEA)

### Nîmes Camp des Garrigues
- 1e Compagnie de Maintenance Mobilité (1CMM)
- 2e Compagnie de Maintenance Mobilité (2CMM)

### Miramas/Carpiagne
- 7e Compagnie multi-techniques (7CMT)

### Canjuers
- 3e Compagnie de Maintenance Mobilité (3CMM)

### Draguignan
- 6e Compagnie multi-techniques (6CMT)
- 4e Compagnie d'Approvisionnement (4CAP)

## Missions des différentes Compagnies au sein du régiment

### La Compagnie de commandement et de logistique (CCL)
- Elle est chargée d'assurer le soutien logistique du régiment, d'administrer le personnel et de servir de support aux activités du régiment. Elle n'en perd pas pour autant son caractère projetable. En effet, elle doit être en mesure de fournir, sur court préavis, des modules de maintenance et de soutien pour armer le train de combat n°2 d'une zone de maintenance en base logistique divisionnaire.
- En cas de projection opérationnelle majeure du régiment, les compétences techniques et administratives du personnel civil de la CCL permettent d'assurer, en base arrière, un fonctionnement minimal de la formation.
- Les qualités et les compétences du personnel militaire et civil de la compagnie de commandement et de logistique du 4e RMAT permettent d'assurer sans faille les nombreuses missions qui lui sont confiées. Elle est une aide précieuse au commandement du chef de Corps.

### Les Compagnies de Maintenance Mobilité (CMM)
- Elles ont pour vocation d'assurer la préparation du personnel afin d'être projetables en tout temps et en tous lieux. Avant chaque projection, conformément à la Directive de Conduite de la Préparation Opérationnelle du SMIter, il est nécessaire que chaque "soldat maintenancier" dispose des compétences adaptées au théâtre sur lequel il va œuvrer. Tout militaire est susceptible d'être confronté aux menaces asymétriques des conflits d'aujourd'hui et de demain.
- La 2e CMM du 4e RMAT a la spécificité d'être la compagnie amphibie du régiment. Cette spécificité se traduit par un certain nombre de collaborations, formations et exercices à partir de la base de Toulon avec les autres régiments s'entraînant à l'embarquement et au débarquement de troupes. La compagnie doit ainsi assurer le soutien des forces embarquées au sein des navires ou lors des mouvements sur quai ou sur plage.

### Les Compagnies Multitechniques (CMT)
Implantées à Nîmes et à Miramas, les trois CMT du 4e régiment du Matériel remplissent des missions variées de haute technicité. On en dénombre quatre principales :

#### À Saint-Césaire via ses divers ateliers
- soutien du parc de gestion.
- soutien des 8 régiments environnants et d'une trentaine de formations diverses. La Compagnie réalise principalement un soutien multitechniques mais également un soutien direct débordé lorsque les CMM ont besoin d'un appui ; en particulier lorsque celles-ci sont projetées.

#### À Miramas
- stockage et entretien des 200 véhicules du parc d'alerte, par exemple le VAB ULTIMA.
- stockage de l'ensemble des matériels d'organisation du terrain de l'armée de Terre, composés notamment des matériels de la marque LOSBERGER (abris modulaires).

Ces deux compagnies jouent un rôle de base arrière important lors des projections des autres compagnies du régiment en opération extérieure. À savoir que l'ensemble du matériel militaire qui passe entre leurs mains doit être prêt à être envoyé en opération sur très court préavis.

### La Compagnie d'Approvisionnement (CAP)
Elle a pour vocation de répondre aux besoins opérationnels : réactivité et adaptation sont les points clés pour lui permettre de remplir ses missions d'opérateur logistique. La CAP place la préparation opérationnelle de son personnel au cœur de ses missions afin d'effectuer le métier d'opérateur logistique en tout temps et en tous lieux avec la plus grande efficacité. Elle est composée de trois sections :
- une section commandement qui assure le fonctionnement courant ainsi que la conduite et le pilotage des approvisionnements et l'acquisition de la ressource.
- une section magasin qui est chargée de la réception, de l'expédition et de la gestion des rechanges. Sa plateforme groupage/dégroupage lui permet d'être en mesure de réceptionner et de décharger un camion en moins de 45 minutes. Elle est notamment capable de livrer un rechange urgent en moins d'un jour et gère un stock de 2 millions d'euros.
- une section matériels complets qui répond aux besoins en véhicules livrés en ordre de bataille avec tout leur environnement allant des transmissions à l'armement en passant par les lots de bords. Elle gère et procède aussi à l'élimination des parcs vétustes via des ventes au domaine ou par des destructions via des marchés externalisés.

## Les effectifs globaux en 2021
1137 personnes composent le régiment, 2/3 de militaires et 1/3 de personnel civil.
Personnel militaire : 43 officiers, 247 sous-officiers, 375 militaires du rang. Total militaires : 665.
Personnel civil : catégorie A : 13, catégorie B : 29, catégorie C : 82, ouvriers : 166. Total civils : 290.
NB : Personnel réserviste : 18 officiers, 48 sous-officiers, 116 militaires du rang. Total réservistes : 182.

## L'étendard
- Le 20 septembre 1985, le régiment reçoit son étendard des mains du Général de corps d'armée FENNEBRESQUE, gouverneur militaire de Paris lors d'une cérémonie à l'intérieur des jardins du palais de Fontainebleau.
- L'étendard du 4e régiment du matériel défila sur les Champs-Élysées le 14 juillet 1991 en commémoration de la 1e guerre du Golfe. C'est la première fois qu'un étendard du Matériel participa au défilé sur "la plus belle avenue du monde".
- Le 3 décembre 2012, l'étendard du 4e RMAT est décoré de la croix de la valeur militaire avec palme de bronze pour son engagement en Afghanistan dans le cadre de l'opération PAMIR (2009-2010). Il est actuellement le seul régiment du Matériel à avoir obtenu cette décoration.

## Devise du régiment
" Servir sans subir ". La devise du régiment est une exhortation permanente au dépassement de soi dans l'accomplissement de la mission, à faire toujours le pas de plus qui permettra, au moins, d'atteindre l'objectif fixé, voire de le dépasser.

## Insigne
- Écu en bannière d'argent à un Vulcain armé d'une masse façonnant un sabre du même en relief, dans des flammes au naturel sur une enclume d'argent au socle tranché de gris plomb et d'azur chargé du chiffre 4 d'argent.
- L'insigne affirme la volonté d'améliorer toujours le savoir-faire de l'arme.
- Le gris et le bleu sont les couleurs du Matériel. Le gris plomb résulte de l'union du noir et du blanc. Une allégorie au mélange de la culpabilité et de l'innocence. Le bleu symbolise, quant à lui, la vérité et la loyauté.
- La salamandre visible sur l'insigne est l'emblème de François Ier. Un rappel à Fontainebleau, ville dans laquelle a été créé le 4e RMAT.

## Jumelage
- Le 4e régiment du Matériel est jumelé avec le 4th Batalion Corps of Royal Electrical and Mechanical Engineers (4th BC/REME) stationné en Angleterre à Tidworth dans le comté de Wiltshire à 130 km à l'ouest de Londres. Chaque année, des échanges de délégations et des activités communes permettent de faire vivre ce binômage.
- Le 4e RMAT est, également, jumelé avec la ville de Nîmes du fait de l'implantation de sa portion centrale dans un des quartiers de l'ancienne cité antique.

## Impact économique
Les localités bénéficient d'un impact économique non négligeable. En effet, la masse salariale qui découle des effectifs alimente directement l'économie locale. À cela s'ajoutent les nombreux achats effectués dans les entreprises locales pour les pièces détachées, des fournitures et les matériaux divers. De plus, certaines fonctions, comme le nettoyage des bureaux ou l'entretien des véhicules de la gamme commerciale sont externalisées.

## Autres structures militaires dans l'environnement immédiat
- Le 2e régiment étranger d'infanterie (2e REI).
- Le 503e régiment du train (503RT)
- Le GSBDD de Nîmes-Orange-Laudun basé a Nîmes-Garon.
- Le Détachement de l'école d'application d'infanterie (Dét.EAI) du camp des Garrigues.
- L'échelon social de l'Armée de terre.
- Le centre du service national (CSN).
- Le groupement départemental de gendarmerie.
- L'état major de la 6e brigade légère blindée.
- Le bureau de garnison.
- La délégation militaire départementale.